# هولدن کمودور
هولدن کمودور (انگلیسی: Holden Commodore) خودروی موتور جلو-محور عقب است، که از سال ۱۹۷۸ در کلاس‌های اندازه متوسط و بزرگ توسط شرکت هالدن طراحی و بوسیله جنرال موتورز عرضه شده‌است.